# Melodia mgieł nocnych
Melodia mgieł nocnych – wiersz Kazimierza Przerwy-Tetmajera, pochodzący – podobnie jak Hymn do Nirwany – z tomiku Poezje. Seria druga, opublikowanego w 1894. Liryk został opatrzony podtytułem Nad Czarnym Stawem Gąsienicowym. Utwór jest napisany czternastozgłoskowcem w metrum anapestycznym.
Cicho, cicho, nie budźmy śpiącej wody w kotlinie,
lekko z wiatrem pląsajmy po przestworów głębinie...
Okręcajmy się wstęgą naokoło księżyca,
co nam ciała przezrocze tęczą blasków nasyca,
i wchłaniajmy potoków szmer, co toną w jeziorze,
i limb szumy powiewne, i w smrekowym szept borze,
pijmy kwiatów woń rzeźwą, co na zboczach gór kwitną,
dźwięczne, barwne i wonne, w głąb wzlatujmy błękitną.
Wiersz melodia mgieł nocnych uchodzi za utwór typowo impresjonistyczny. Jest on często przywoływany jako przykład synestezji, rozumianej jako estetyczne oddziaływanie na wszystkie zmysły.